# 체리 (영화)
《체리》(영어: Cherry)는 2021년 개봉한 미국의 범죄 드라마 영화이다. 루소 형제가 연출하고, 톰 홀랜드, 시에라 브라보, 잭 레이너 등이 출연했다. 니코 워커가 쓴 동명 소설이 원작으로, 이라크 전쟁 참전 후 PTSD를 겪으며 약물 중독이 되어 은행강도에 이르는 한 군인의 이야기를 다룬다.
2021년 2월 26일 제한상영 후 3월 12일 애플 TV+에서 공개되었다.

## 줄거리
체리는 이라크 전쟁 파병 때 친구 히메네스가 급조폭발물에 사망하는 모습을 목격한다. 미국으로 돌아와 외상 후 스트레스 장애를 치료하기 위해 옥시콘틴을 처방 받은 체리는 곧 이에 중독 된다. 체리로 인해 고통 받던 아내 에밀리도 체리의 복용약에 손을 댄다. 부부는 나란히 약물의존증이 되고 헤로인까지 건드리고 만다. 결국 체리는 마약상과 얽힌 끝에 돈을 마련하기 위해 은행을 털기 시작한다.

## 출연
- 톰 홀랜드 - 체리 역
- 시에라 브라보 - 에밀리, 아내 역
- 잭 레이너 - 필스 앤드 코크, 마약상 역
- 마이클 리스폴리 - 토미 역
- 제프 월버그 - 히메네스, 친구 역
- 포러스트 굿럭 - 제임스 라이트풋 역
- 마이클 갠돌피니 - 조 삼촌 역
- 카일 하비 - 로이 역
- 푸치 홀 - 하사 역
- 데이먼 웨이언스 주니어 - 매스터스 훈련부사관 역
- 토머스 레넌 - 의사 역
- 켈리 버글런드 - 매디슨 코월스키 역
- 호제이 파블로 칸티요 - 데코 훈련부사관 역
- 니콜 포레스터 - 의사 역
- 제이미 브루어 - 셸리 역